# Pachliopta hector
Pachliopta hector är en fjärilsart som först beskrevs av Carl von Linné 1758.  Pachliopta hector ingår i släktet Pachliopta och familjen riddarfjärilar. Inga underarter finns listade i Catalogue of Life.

## Bildgalleri

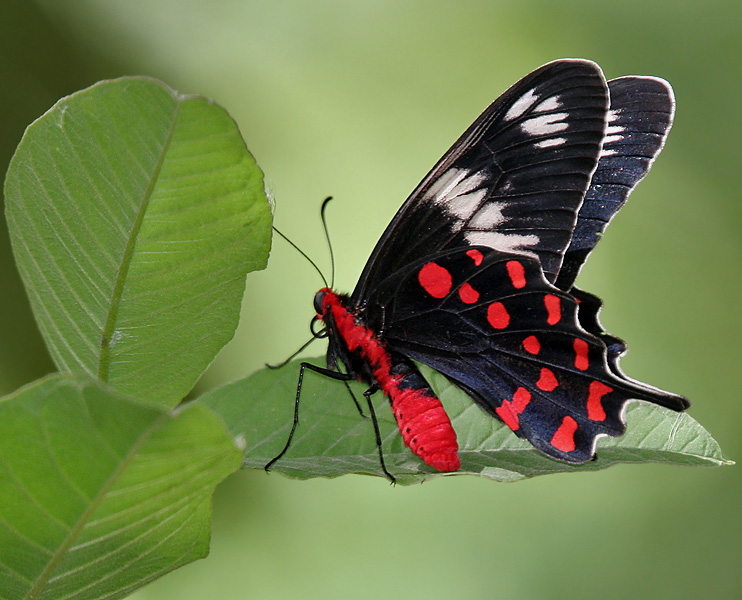
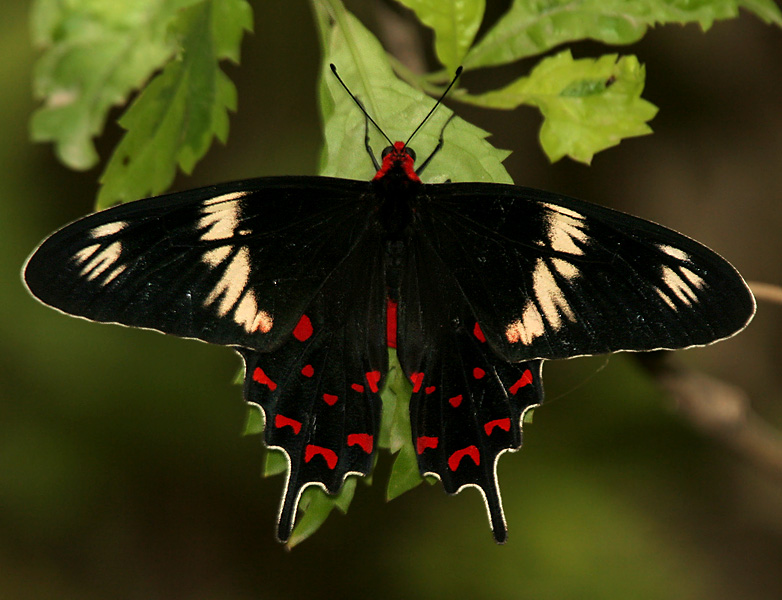
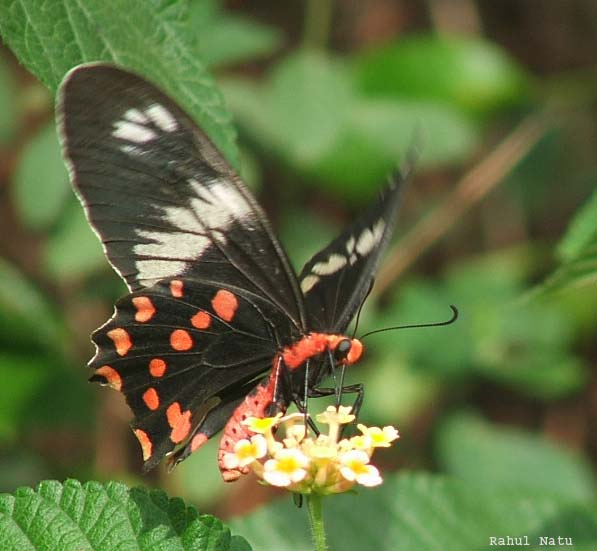
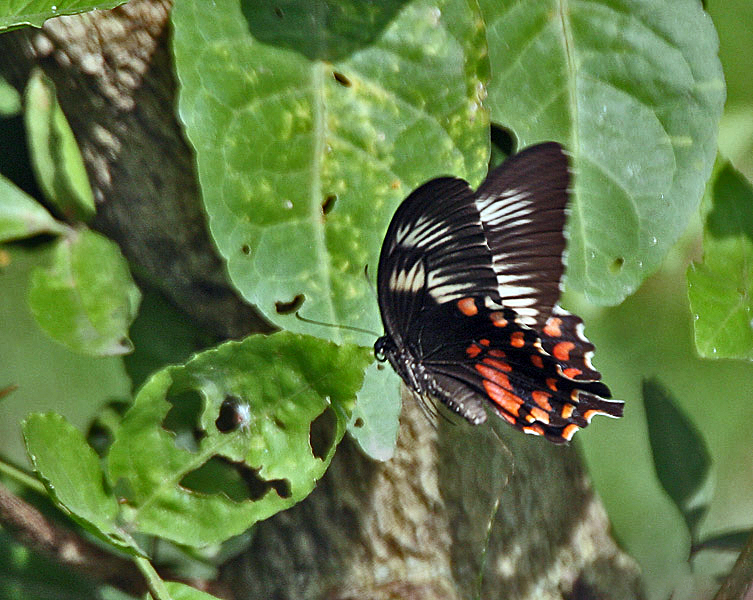
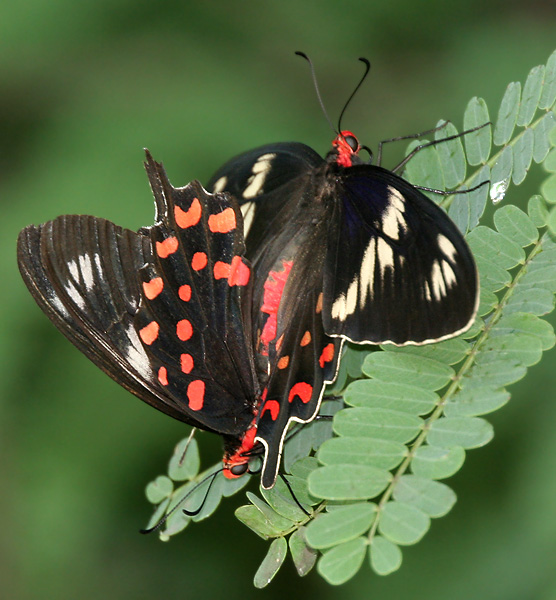
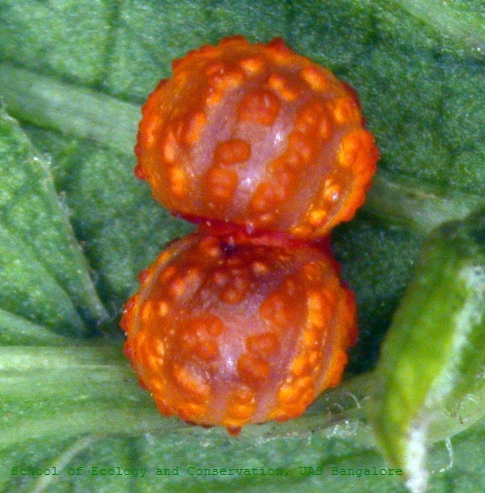